# Stef Blok
Stephanus Abraham (Stef) Blok (ur. 10 grudnia 1964 w Emmeloord) – holenderski polityk i samorządowiec, poseł do Tweede Kamer, w latach 2012–2017 i 2018–2022 minister, członek Europejskiego Trybunału Obrachunkowego.

## Życiorys
Ukończył naukę w szkole średniej w Lejdzie (1983), a w 1988 zarządzanie przedsiębiorstwem na Uniwersytecie w Groningen. W latach 1988–1998 pracował w banku ABN AMRO, dochodząc do stanowiska dyrektora departamentu bankowości korporacyjnej.
Zaangażował się w działalność polityczną w ramach Partii Ludowej na rzecz Wolności i Demokracji (VVD), do której wstąpił w 1988. W latach 1994–1998 był radnym miejscowości Nieuwkoop. W 1998 po raz pierwszy uzyskał mandat posła do Tweede Kamer, do niższej izby Stanów Generalnych wybierany także w 2002, 2003, 2006, 2010 i 2012. W latach 2010–2012 kierował frakcją poselską liberałów. Zastąpił na tej funkcji lidera tej partii, Marka Rutte, który został premierem. W listopadzie 2012 Stef Blok dołączył do jego drugiego rządu jako minister bez teki ds. mieszkalnictwa i służb publicznych. W marcu 2015 czasowo kierował resortem sprawiedliwości. Od czerwca do września 2016 zarządzał ministerstwem spraw wewnętrznych w okresie zwolnienia lekarskiego ministra Ronalda Plasterka. W styczniu 2017 zastąpił Arda van der Steura na stanowisku ministra sprawiedliwości. Funkcję tę pełnił do października 2017.
W marcu 2018 powrócił w skład holenderskiego rządu, obejmując w nim stanowisko ministra spraw zagranicznych. W maju 2021 przejął kierownictwo resortu spraw gospodarczych i polityki klimatycznej (gdy Bas van ’t Wout udał się na urlop zdrowotny); obowiązki ministra spraw zagranicznych objęła wówczas Sigrid Kaag. Początkowo miało to być zastępstwo czasowe, jednak w lipcu tegoż roku ogłoszono, że Bas van ’t Wout nie powróci do pracy w rządzie. Stef Blok pozostał w związku z tym na funkcji ministra spraw gospodarczych i polityki klimatycznej, kończąc urzędowanie wraz z całym gabinetem w styczniu 2022.
W tym samym roku powołany w skład Europejskiego Trybunału Obrachunkowego na okres sześcioletniej kadencji.